# Інститут рукописів НАН Азербайджану
Інститут рукописів імені Мухаммеда Фізулі (азерб. Əlyazmalar İnstitutu) — науковий центр у системі Національної Академії Наук Азербайджану, займається науково-дослідною, архівною та бібліотечною діяльністю, здійснює збір, систематизацію, охорону, вивчення, переклад і публікацію середньовічних рукописів.
Колекція нараховує близько 40 000 документів, у тому числі 11 000 рукописів азербайджанською, турецькою, узбецькою, фарсі і арабською мовами. Ці тексти містять відомості з середньовічної медицини, астрономії, математики, поезії, філософії, права, історії та географії.
Інститут розташований в історичній будівлі колишньої Бакинської мусульманської жіночої школи мільйонера Р. З. Тагієва на вулиці Істіглалійят у Баку. Ця будівля також слугувала парламентом Азербайджанської Демократичної Республіки, Президією Верховної Ради Азербайджанської РСР.

## Історія
Передумови для створення Інституту виникли ще в 1924 році, коли в Баку був проведений перший Всеазербайджанський Регіональний Конгрес, який постановив організувати наукову бібліотеку зі спеціальним відділом, присвяченим стародавнім рукописам і рідкісним книгам. Спочатку ця бібліотека була частиною Товариства Дослідження Азербайджану, а потім її включили до складу Інституту літератури ім. Нізамі.
У 1950 році при Академії наук Азербайджанської РСР було створено Республіканський рукописний фонд. 1986 році на базі фонду було засновано Інститут Рукописів АН Азербайджану. У 1996 році Інституту було присвоєно ім'я Мухаммеда Фізулі.
З січня 2015 року Інститут рукописів імені Мухаммеда Фізулі НАН Азербайджану є членом Асоціації Міжнародні Ісламські Рукописи, створеної при Британському Кембриджському Університеті. (ТІМА)[джерело?]

## Структура

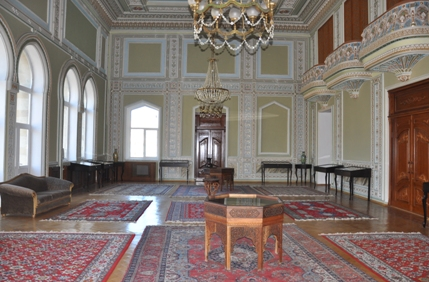
Один із виставкових залів інституту

В Інституті Рукописів імені Мухаммеда Фізулі діє 11 науково-дослідних відділів і 1 лабораторія.
Науково-дослідні відділи:
- Відділ «Дослідження тюркомовних рукописів»;
- Відділ «Дослідження арабомовних рукописів»;
- Відділ «Дослідження перськомовних рукописів»;
- Відділ «Дослідження особистих архівів»;
- Відділ «Книгознавства та бібліографії»;
- Відділ «Мультидисциплінарних рукописів і друкованих книг»;
- Відділ «Перекладу рукописів і старих друкованих книг»
- Відділ «Міжнародних відносин»;
- Відділ «Електронних ресурсів»;
- Відділ «Наукових фондів»;
- Відділ «Бібліотеки та наукової інформації»;
Науково-дослідна лабораторія:
- Лабораторія «Гігієни та реставрації».
Інші відділи:
- Відділ освіти;
- Відділ громадських зв'язків;
- Бухгалтерський облік;
- Відділ кадрів;
- Загальний відділ;
Керівництво:
Директор Інституту:
Академік Теймур Керімлі
Заступники директора:
Паша Керімов — заступник директора з наукових справах
Айбеніз Алієва-Кангарлі — заступник директора з наукових справах
Гурбан Гумбатов — заступник директора з загальних справ
Вчений секретар:
Кандидат філологічних наук Азізага Наджафов

## Колекція

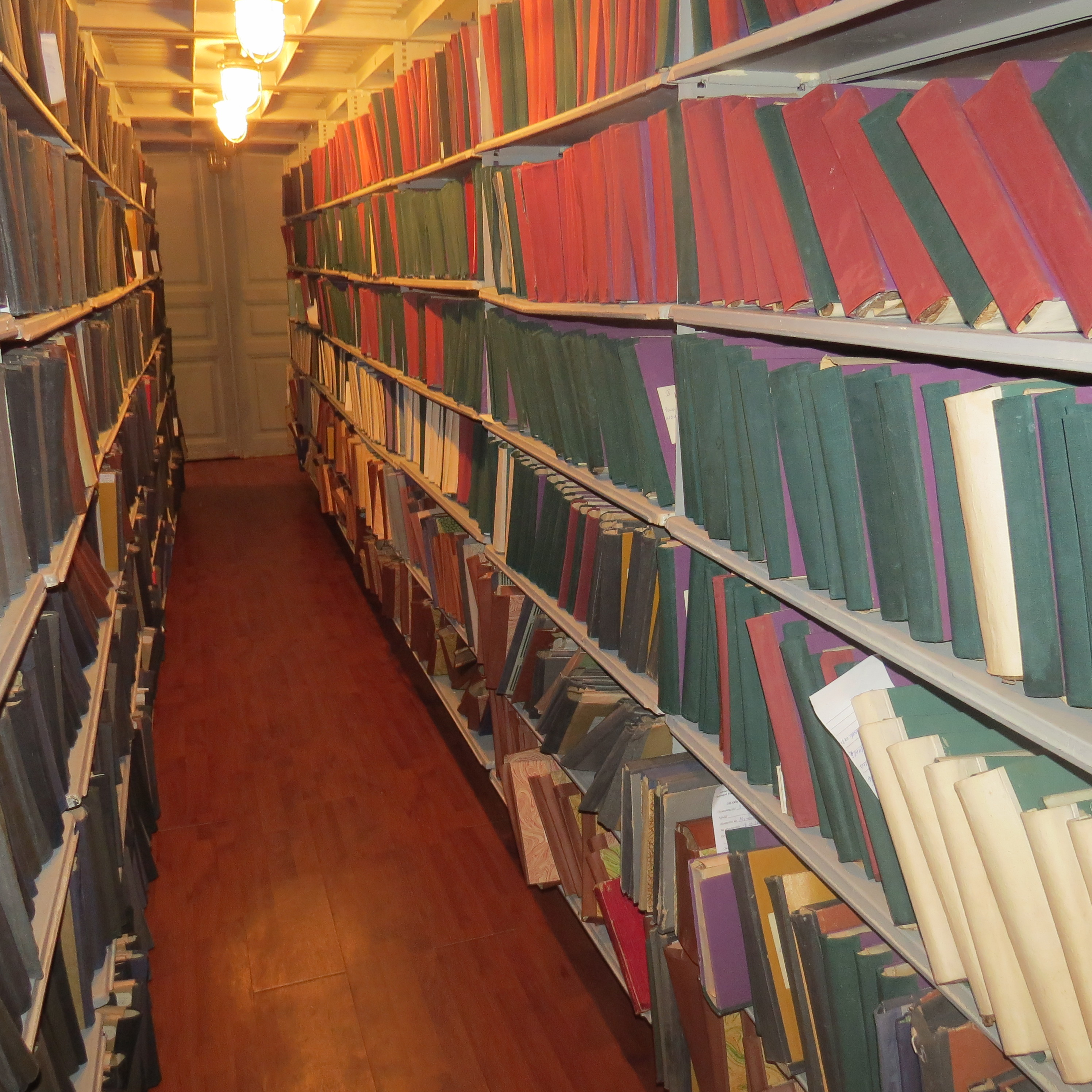
Сховище рукописів

В Інституті рукописів налічується більше 40 тисяч матеріалів, з яких близько 12 тисяч — це арабографічні пам'ятки писемності, які були написані або ж переписані в IX—XX століттях. Ці письмові пам'ятки зберігаються в Інституті рукописів у сховищах за спеціальних кліматичних умов.
Рукописні пам'ятки, які зберігаються в Інституті, відносяться до історії, теорії літератури, художньої літератури, мовознавства, медицини, математики, ботаніки, зоології, психології, логіки тощо. Рукописи, які написані азербайджанською, узбецькою, таджицькою, туркменською, перською, турецькою, індійською, арабською, вірменською, грузинською, російською мовами були зібрані на території Азербайджану. Найбільш древній рукопис відноситься до 861 року і являє собою частину Корану, написану на пергаменті почерком куфи.
Також в Інституті зберігається 32 архіви азербайджанських письменників, поетів, композиторів, учених, художників і акторів, фірмани сефевідських і каджарських шахів, турецьких султанів, історичні документи тощо.
Нижче описана колекція рукописів інституту арабською, перською та тюркськими (азербайджанською, турецькою, узбецькою, кумикською) мовами:

### Арабські рукописи

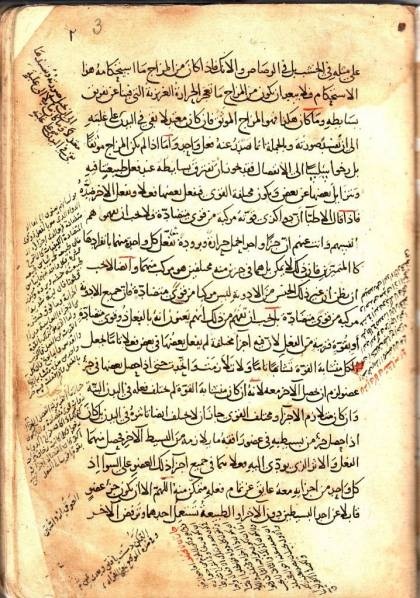
Рукопис арабською мовою XII століття «Канону лікарської науки» перського лікаря Ібн Сіни

Найдавніший рукопис, який зберігається в Інституті, це частина сури «Ан-Ніса» Корану, що відноситься до IX століття і написаний на шкірі. Один з древніх рукописів, судячи з зазначеної на ньому дати, був складений у кінці XI століття відомим арабським лексикографом Ісмаїлом аль-Джаухарі. Цей рукопис твору «ас-Сіхах», який вважається тлумачним енциклопедичним словником класичної арабської мови, був переписаний у 1117 році з примірника автографа. У колекції є тлумачний словник іншого великого арабського вченого-лінгвіста Махмуда бін Йакуба ібн Мухаммеда аль-Фірузабаді «Камус-і мухит», переписаний у 1598 році Шамседдіном Ширазі, арабо-перський словник XV століття «Тадж-ул-Масадир» Абу Джафара Ахмеда Алі ібн-ал-Мугаррик.
В Інституті зберігається Рукопис «Канону лікарської науки» (1142/3) другого тому трактату перського вченого Абу Алі ібн Сіни «Ганун фі-т-тибб» («Канон лікарської науки»), він переписаний в 1143 році в Багдаді почерком насх арабською мовою, відноситься до медицини і фармакології і є одним із стародавніх, рідкісних екземплярів у світі. При виданні в Ташкенті цього твору Ібн Сіни російською та узбецькою мовами у 80-х роках, узбецькі вчені для складання науково-критичного тексту другої книги використовували Бакинський рукопис як основний примірник.
Зберігається тут рукопис твору арабського вченого, який жив у X—XI століттях в Іспанії — Кордові Абу аль Касім аль-Захраві «Ал-Магала ас-саласин» («Тридцятий трактат»), одного з томів фундаментального трактату арабською мовою з медицини, який містить малюнки близько 200 хірургічних інструментів. Його було переписано в XIII столітті.
Тут зберігається також рукопис 1222 року «Кітаб ал-алвані» арабського вченого IX століття Абу Халіла Хассана бен Абдаллаха бен Сахл ал-Аскарі, рукопис твору арабського письменника Ібн Халлікана «Вафайат ал-айан» (1484), найстаріший і найбільш рідкісний список праці Мухнад-Діна Абу Закариййа ал-Нава «Ал-Изах фі Манасік» арабською мовою, переписаний у 1559 році та багато інших.
В Інституті рукописів зберігається арабський текст творів Шейха Ахмеда аль-Манаваи «Шаркі-Самаркандійа», переписаний у 1789 році.

### Перські рукописи

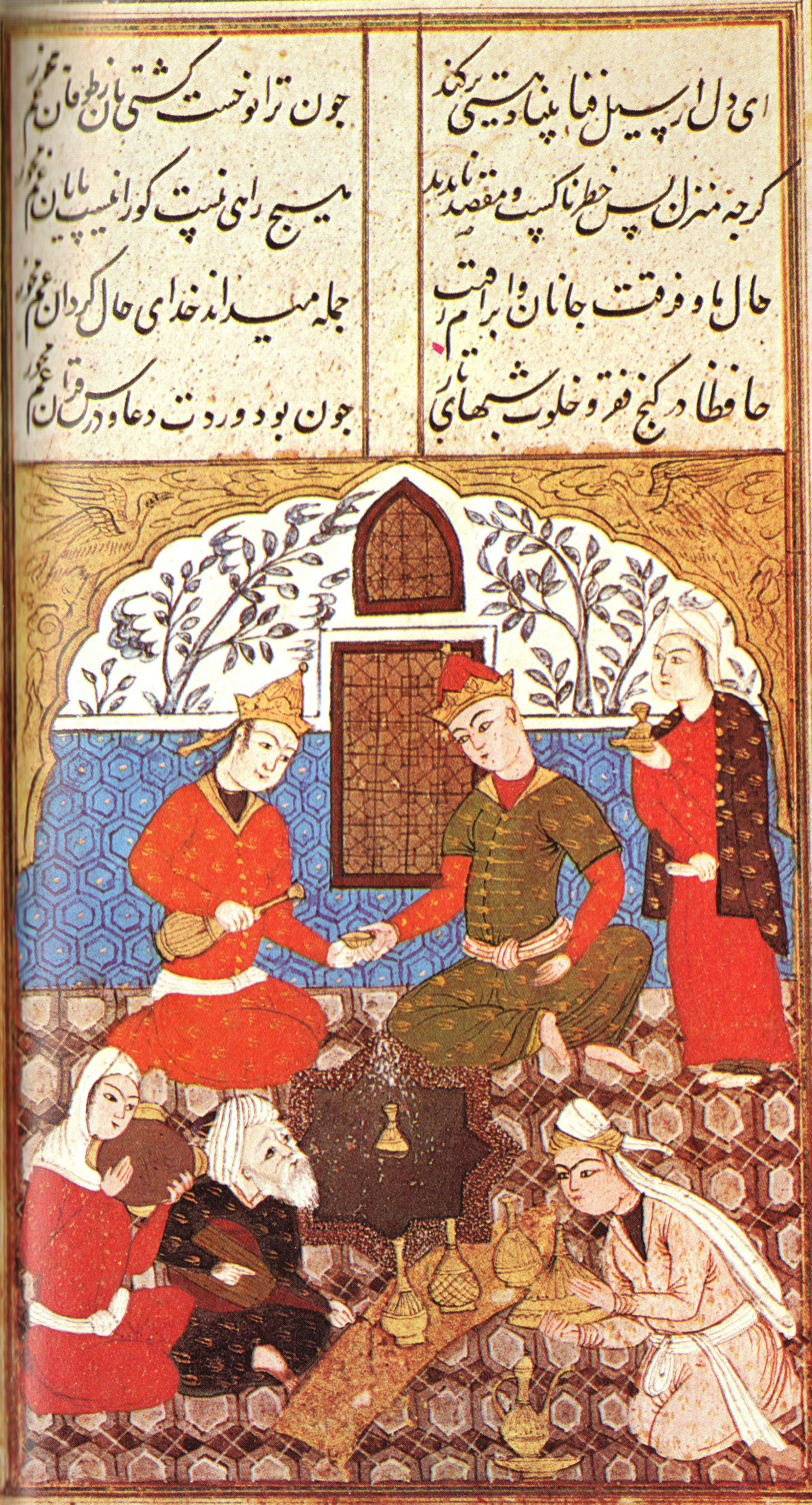
Мініатюра з рукопису «Дивану» перського поета Хафіза Ширазі. 1584 рік

В Інституті рукописів зберігаються рукопис твору Рустама Джурджані «Захирейї-Нізамшахі» («Ліки Низамшаха») з фармакології, переписаний у XIII столітті, рукопис твору ібн Абі Гусейна Казвіні «Манахидж ут-талібін вал мааріф ус-садігін», переписаний у 1377 році, а також один з примірників переписаного в XIV столітті твору Шейх Махмуда Шабустарі «Гюльшані раз».
З пам'яток писемності, переписаних у XV столітті, в Інституті рукописів зберігаються: твір Хаджу Кірмані «Хумай і Хумаюн» (1415), диван персько-таджицького поета Камола Худжанді (1436), диван Ровшані (1484), «Бустан» («Плодовий сад») Сааді (1494), астрономічна таблиця «Зіджі-Ільхані», «Тансукнаме» (Трактат з мінералогії) і «Ахлагі-Насірі» (Насирова етика) вченого Насреддіна Тусі, «Іршад-ул-мохтадж мулу шархі-мінхадж» та інші твори Мухаммеда ібн Абубакра Аш-Шафеі, «ал-Агрутут-тиббійа ва ал-Мабахі сул-аламі» відомого медика XII століття Зейналабдіна абі ал-Фазаї ібн Ісмаїла Хусейні ал-Джурджані, «Абдулланаме» Хафіза Таніша ібн Мір Мухаммед аль-Бухарі, написана насхом і насталіком.
В Інституті рукописів зберігається понад 20 списків «Хамсе» класика перської поезії Нізамі Гянджеві оформлених мініатюристами XIV—XVI ст., серед яких є повний список, переписаний у XV столітті, «Диван» рукописних віршів і рукописні списки поеми «Тохфат-ул-Иракейни» Хагані Ширвані, список поеми Шейха Махмуда Шабустарі «Гюльшані-раз».
Художньо оформлені лицеві рукописи творів таких перських поетів як Фірдоусі («Шахнаме»), Сааді Ширазі — «Голестан» і «Бустан», Гафіза Ширазі — «Диван» тощо. У XVII столітті на європейському папері з філігранню переписано рукопис творів Шамсаддіна ібн Камаладдіна «Арвах-ул-Аджсад» («Душі тілес»).

### Тюркські рукописи

#### Середньовічні

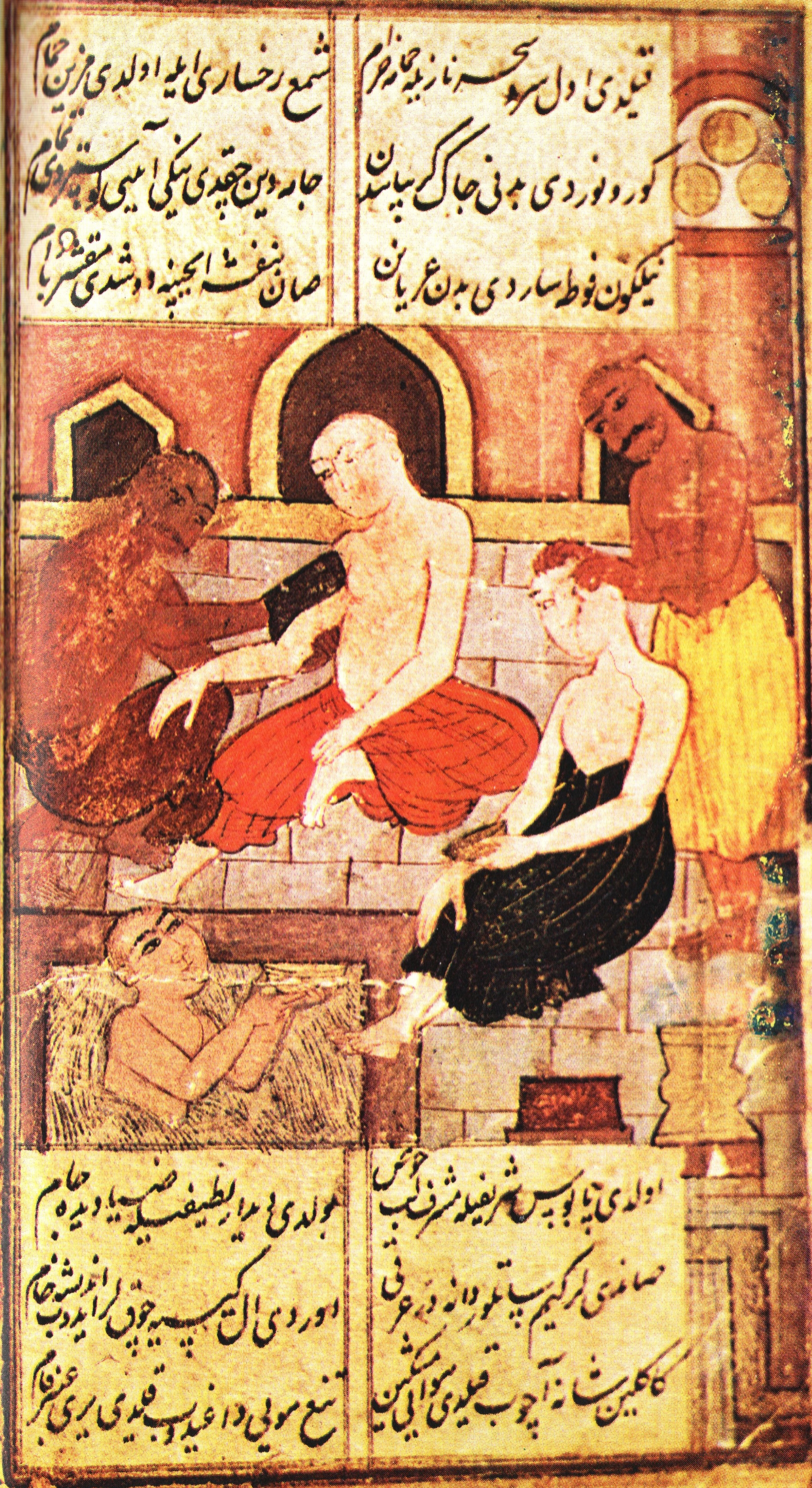
Мініатюра з «Дивану» Фізулі. XVII століття

В колекції рукописів зберігається рукопис дивану Насимі 1494 року, унікальний список поеми «Варга і Гюльшах», написаної азербайджанською мовою у XIV столітті; «Шархі-Дівані Хагані» (1628 рік) Абд-ал-Ваххаба ібн Мухаммеда аль-Хусейні ал-Хасані Гінаї; «Диван» Мухаммеда Фізулі та багато іншого. Також в інституті є чотири рукописи поеми Фізулі «Лейлі і Меджнун».
В колекції інституту зберігається спільний диван Алішера Навої і Мухаммеда Фізулі, рукопис XV століття з астрології Ходжа ібн Аділі Ібарі азербайджанською мовою, а також переписаний в 1610 році рукопис історичного твору XVI століття «Таваріхі-Салімнаме» турецького вченого і бібліографа Алі Ефенді. Це повний список з чітким зазначенням автора твору. Крім цього колекція інституту включає рукопис XVII століття поеми «Дехнаме» Шаха Ісмаїла Хатаї.
Тут зберігається перший переклад тюркською мовою з коментарями «Дивану» перського поета XIV століття Хафіза Ширазі, здійснений азербайджанським поетом Сурурі в XV столітті, список 1765 року; переклад азербайджанською мовою знаменитого енциклопедичного словника Сіхах-ал-Луга Ал-Джаухарі під назвою «Тарджуман ал-Сіхах». Велику цінність являє своєрідний тюрксько-арабо-перський словник «Каваміл-іт-та'бір» Ал-Бавазіджі Хидр бін Абделхаді ал Мусулі, складений в кінці XV століття.
В колекції інституту зберігаються рукопис «Бабурнаме» Мухаммеда Захіраддіна Бабура узбецькою, рукописи турецькою «Таріхі-маргубіл-ада» Ібрагім-паші Печаві, переписаний у 1845 році рукопис «Тангіхі-таваріхі-мюлук» Гусейна Газарфана, «Таваріхі-гісасіл-анбійа вал-мюльк» Нішанчі-паші, переписаний у 1587 році насхом. З кумикських рукописів є «Таріхі мукаддас» (кінець XVII-початок XVIII століття), «Накшібанді тарікатни таріхі» («Історія накшбендійського ордена»).

#### XIX—XX століття
У колекції є рукописні книги азербайджанського вченого та письменника XIX століття Міра Мохсуна Навваба, вченого та громадського діяча XIX століття Абдула Гані Халісагарізаде тощо. Своєю значущістю і цінністю відрізняються листи-автографи видатного азербайджанського вченого, історика і письменника Аббаскулі Ага Бакіханова, автограф азербайджанського поета XIX століття Гасаналі хана Карадагі; автографи творів «Масаіб-ул Ахйар», «Асар-ул Аімма», «Мухтар-наме», «Нур-ул-Аі-нар, Зійа-ул Анвар», «Кіфайіт-ул Атфал», «Кашф-ул Хагіга» Міра Мохсуна Навваба; автограф азербайджанського просвітителя початку XX століття Мірзи Мухаммеда Ахундзаде, в якому представлені поетичні розповіді автора і переклади уривків з поеми «Шахнаме» Фірдоусі.
В Інституті рукописів є кумикський рукопис «Кисас ул-анбійа», арабсько-персько-кумицька збірка, складена Магомедом-ефенді Османі (1901).

## Останні поповнення
Влітку 2011 року копії частини знайдених в Апостольській бібліотеці Ватикану рукописів, що відносяться до історії Азербайджану, були привезені в Баку. Серед знайдених документів — рукописи Нізамі Гянджеві, Фізулі, Насімі та інших середньовічних авторів. Дослідження в архівах Ватикану і Ватиканській апостольській бібліотеці проводив завідувач відділу перекладу та інформації Інституту рукописів, доктор історичних наук, професор Фарід Алекперлі. У липні 2011 року з Тебризької центральної бібліотеки були придбані копії рукописів 25 листів Садік бека Афшара (друга половина XVI — початку XVII ст), з яких 18 листів тюркською (староазербайджанською мовою) і 7 листів перською мовами. У листопаді цього ж року Інститутом рукописів у Британського музею в Лондоні були придбані копія рукопису дивану азербайджанського поета XVI століття Юсиф бека Устаджлу.
У липні 2012 року Інститут рукописів придбав копію рукопису дивану відомого азербайджанського поета Кішвері турецькою мовою, яка зберігається в Бурсі і складається зі 126 сторінок. У вересні цього ж року Інститут рукописів за сприяння посольства Азербайджану в Польщі отримав копії кількох рукописів, що зберігаються в бібліотеках міст Варшава, Познань, Вроцлав і Краків. Серед них — переписаний в 1689 році рукопис поеми «Хамсі» Нізамі Гянджеві, який складається 1289 сторінок і рукопис «Дивану» Мухаммеда Фізулі, переписаний у 1576 році.
В червні 2013 року Інститут придбав копію дивану азербайджанського поета Муртазагулу хана Шамлу Зафера, що жив у період Сефевідів і обіймав високі державні пости в роки правління Шаха Сефі (1629—1642) і Шаха Аббаса II. Диван, що зберігався раніше в бібліотеці Кембриджського університету, був закінчений у 1669 році. В диван, що складається з 839 бейтів азербайджанською мовою, увійшли 114 газелей, 3 месневі, 3 теркібенд, 2 терджібенд, 1 мухаммас, 1 мустазад, 5 гіте і 1 рубаї. У серпні 2013 року Інститут придбав копію «Хамса», написану османським поетом XVI—XVII століть Атаї під враженням п'ятериці класика перської поезії Нізамі Гянджеві. Копія була придбана в Музеї мистецтв міста Балтімора США. У книзі до 38 барвистих мініатюр. Даний рукопис складається з 320 сторінок, і був переписаний у 1721 році Хейруллою Чавушзаде. У вересні цього ж року Інститут рукописів у бібліотеці Астане-Гудсі-Резаї міста Мешхеду придбав дві копії рукописів про хуруфітів. Один з рукописів — переклад тюркською трактату основоположника хуруфізму Фазлуллаха Наїмі «Башаратнаме». Наприкінці цього рукопису наводиться невеликий уривок з твору філософа Шихабеддіна Сухраверді «Футухнаме». Другий рукопис являє собою вірші хуруфітського поета Хейраті на 20 сторінках.
В січні 2015 року Інститут рукописів придбав копію збірки віршів (дивану) азербайджанського поета XV—XVI століть Сурури, що зберігаються в бібліотеці Стамбулу Сулейманіє і в бібліотеці міста Маніса. Збірка віршів поета, яка зберігається в Сулейманіє, складається з 667 бейтів, а також 90 газелей і трьох мураббе. У примірник дивану поета, який зберігався в Манісі, поряд з віршами азербайджанською мовою, також входять вірші Насімі перською мовою і поета на ім'я Нур Сейід Алі. У збірнику Сурурі, що надійшов до інституту, містяться його невідомі твори, а також мураббе, присвячений шаху Ісмаїлу Хатаї.

## Галерея

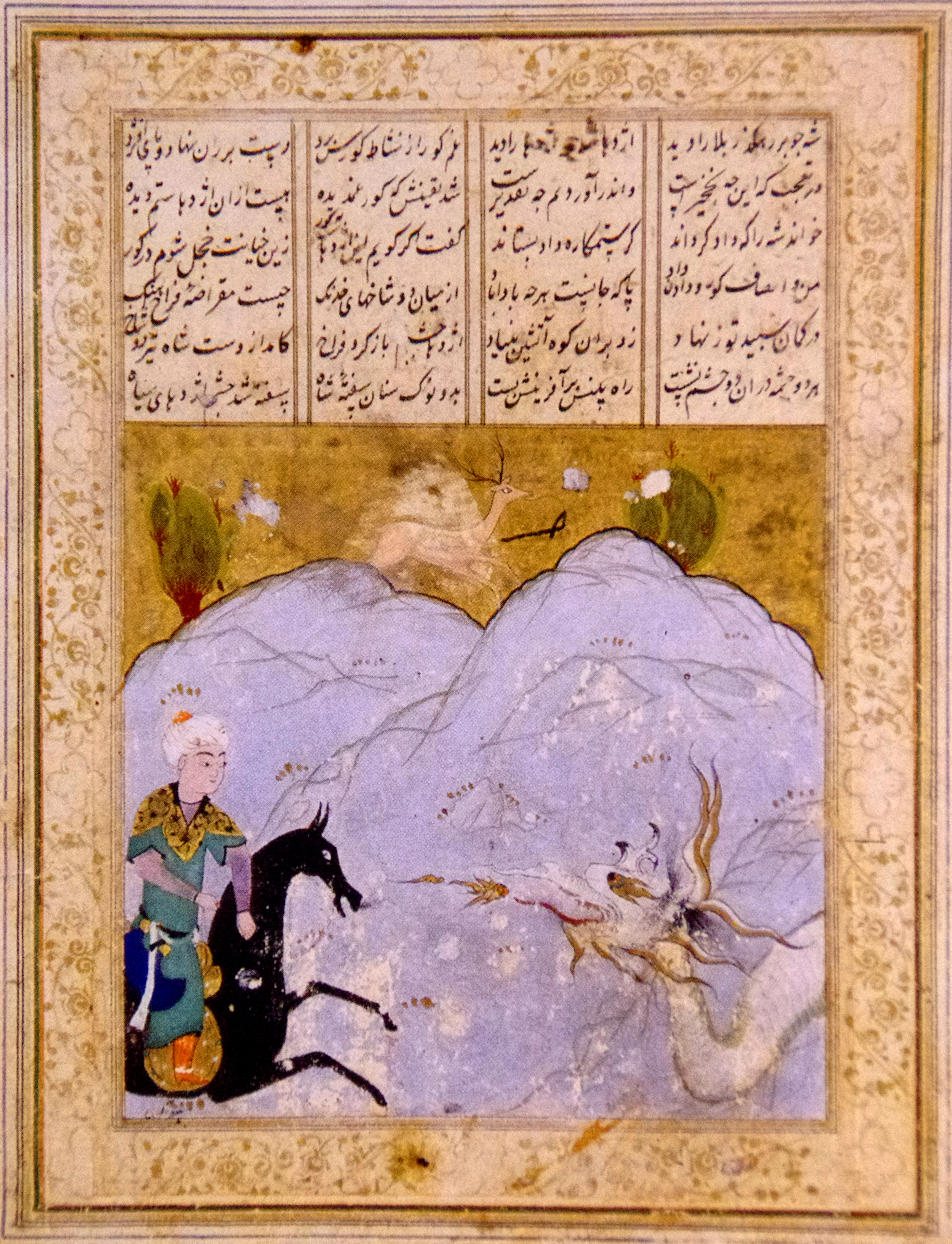
Бахрам вбиває дракона. («Сім красунь» Нізамі Гянджеві). Мініатюра першої половини XVI століття з рукопису[ru]. Тебризька школа[ru]
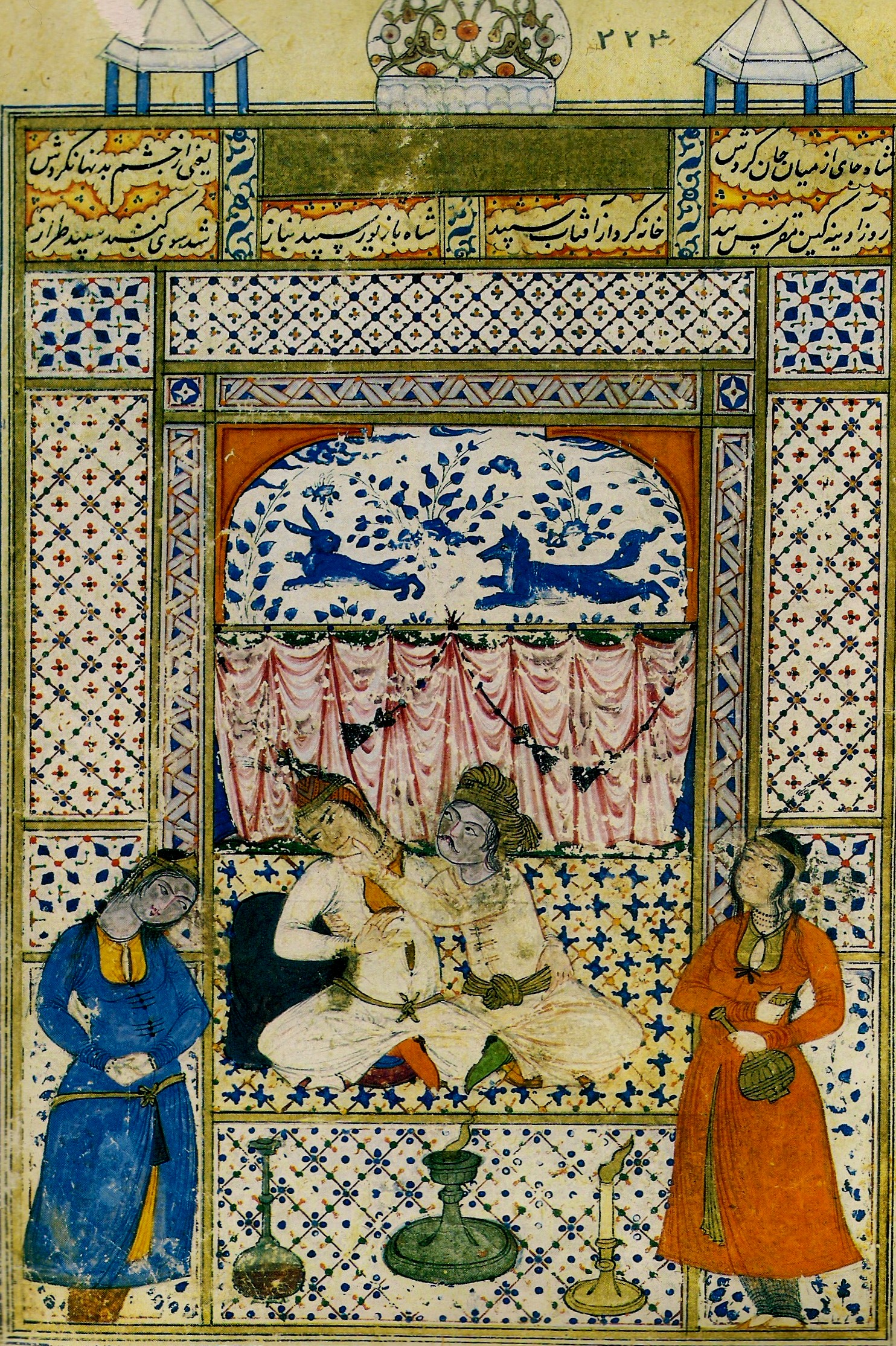
Бахрам в білому палаці («Сім красунь» Нізамі Гянджеві). Рукопис 1636 року. Дуст Мухаммад ібн Дарвіш Мухаммад Дархаджі. Ісфаханська школа
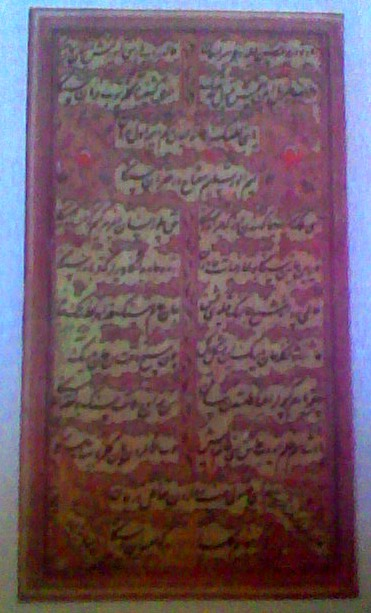
Сторінка з дивану Фізулі. Рукопис 1628 року
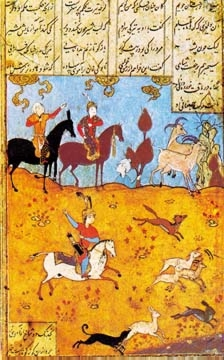
Мініатюра з рукопису 1579 року поеми «Вісім райських садів[ru]» Аміра Хосрова Дехлеві

Середньовічні рукописи з медицини
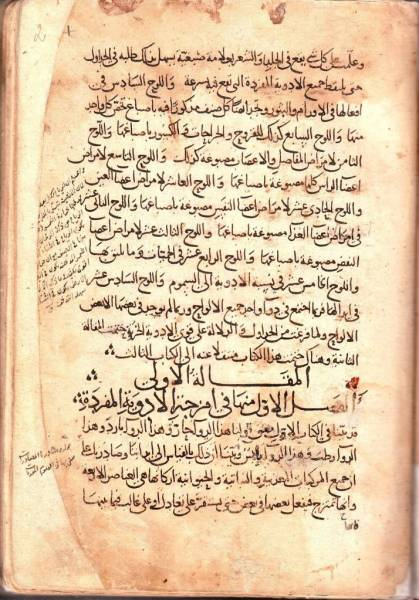
Рукопис «Канон лікарської науки» (Аль-Ганун Фі ат-Тібб, 1030 рік) перського вченого Ібн Сіни, складений у 1143 році в Багдаді
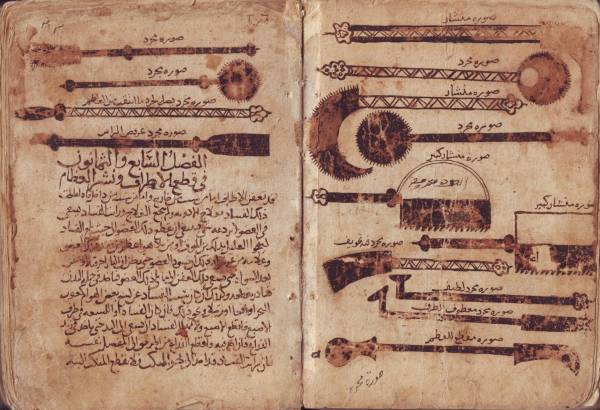
Рукопис XIII століття «Аль-Макала ас-Саласун» («Тридцятий трактат», XI століття) арабсько-кордовського лікаря Абуль-Касим аз-Захраві
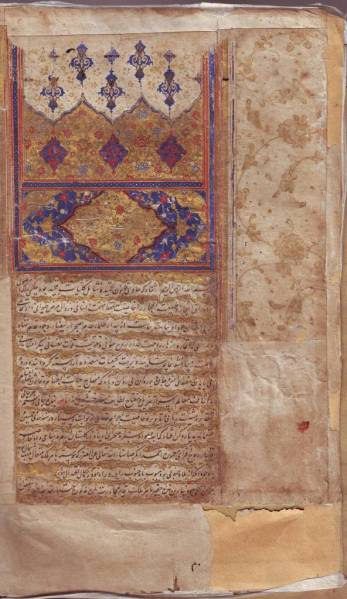
Рукопис XVI століття «Захіраї-Нізамшахі» (XIII століття) перського вченого Рустама Джурджані[en]
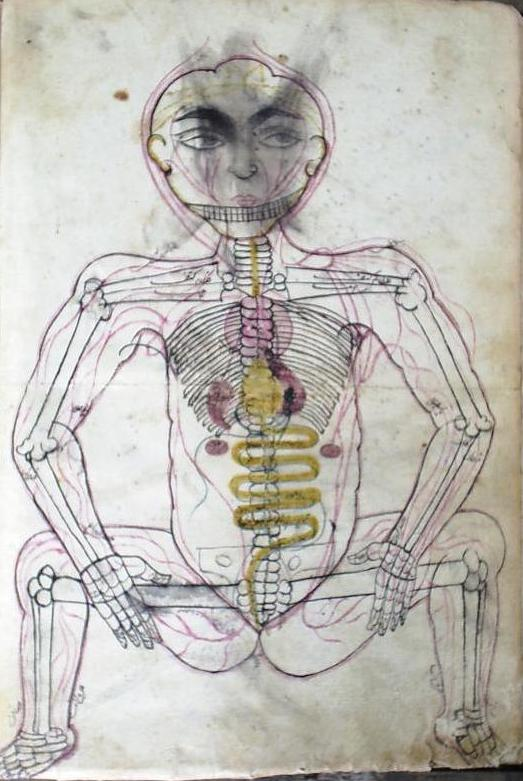
Зображення скелета людини з рукопису 1653 року роботи Мансура ібн Мухаммада «Кіфайєйі-Мансурі» (1423)